# Dmitri Alekseyevich Agaptsev
Dmitri Alekseyevich Agaptsev (tiếng Nga: Дмитрий Алексеевич Агапцев; sinh ngày 29 tháng 11 năm 1991) là một tiền đạo bóng đá người Nga. Anh thi đấu cho F.K. Torpedo Vladimir.

## Sự nghiệp câu lạc bộ
Anh có màn ra mắt tại Russian Second Division cho F.K. Zenit Penza vào ngày 5 tháng 8 năm 2011 trong trận đấu với F.K. Sokol Saratov.